# Святогор'є (Міжріченський район)
Святого́р'є (рос. Святогорье) — село у складі Міжріченського району Вологодської області, Росія. Входить до складу Старосільського сільського поселення.

## Населення
Населення — 62 особи (2010; 99 у 2002).
Національний склад (станом на 2002 рік):
- росіяни — 93 %